# Paepalanthus bombacinus
Paepalanthus bombacinus är en gräsväxtart som beskrevs av Silveira. Paepalanthus bombacinus ingår i släktet Paepalanthus och familjen Eriocaulaceae. Inga underarter finns listade i Catalogue of Life.